# Silvanus (Gegenkaiser)
Silvanus († 7. September 355) war ein römischer Heermeister und im Jahr 355 28 Tage lang römischer Gegenkaiser.

## Leben
Claudius (?) Silvanus wurde in Gallien als Sohn des Bonitus geboren, eines Offiziers fränkischer Abstammung, der unter Konstantin im Bürgerkrieg gegen Licinius gedient hatte. Silvanus diente im Militär zunächst unter dem Usurpator Magnentius, dann unter Constantius II., zu dem er kurz vor der Schlacht bei Mursa (351) übergewechselt war. Silvanus stieg schließlich (noch recht jung) bis zum Heermeister auf. Constantius II. betraute ihn um 352/353 mit der Aufgabe, nach Gallien einfallende germanische Stämme wieder hinter die Rheingrenze zurückzudrängen.
Offenbar hatte sich Silvanus am Kaiserhof jedoch mehrere Feinde gemacht. Durch eine Intrige gelang es Höflingen, Constantius II. davon zu überzeugen, dass Silvanus eine Übernahme der kaiserlichen Macht plane. Der Kaiser beorderte Silvanus zurück, doch der zu Unrecht verdächtigte Silvanus ließ sich – wohl aus Furcht vor einer Vergeltungsaktion Constantius’ – nun tatsächlich am 11. August 355 in Colonia Agrippina (Köln) zum Kaiser ausrufen. Möglicherweise ist Silvanus zu dieser Aktion auch, in der Spätantike nicht sehr ungewöhnlich, von seinen eigenen Soldaten gedrängt worden. Angeblich soll er auch an Flucht zu den Franken gedacht haben, wovon ihm ein Vertrauter jedoch abriet.
Constantius, der sich in Mediolanum (Mailand) aufhielt, hatte ironischerweise zuvor eine Untersuchung beauftragt, die Silvanus, für den sich Malarich und Mallobaudes, fränkische Offiziere am Hof, einsetzten, entlastet hatte. Durch die offene Usurpation des Silvanus herausgefordert, ergriff Constantius nun jedoch Maßnahmen. Er befahl Silvanus, zu ihm zu kommen, und ernannte Ursicinus zu seinem Nachfolger als Heermeister. In dem Schreiben, das Ursicinus an Silvanus aushändigen sollte, wurde allerdings nicht erwähnt, dass Constantius bereits von der Usurpation wusste, so dass Silvanus sich zunächst in Sicherheit wiegte. Ursicinus betrieb einstweilen Silvanus’ Ermordung, der daraufhin nur 28 Tage nach seiner Erhebung von bestochenen Soldaten erschlagen wurde. Silvanus suchte vergeblich Schutz in einem Versammlungsraum der christlichen Gemeinde, dem ersten schriftlich erwähnten christlichen Kultraum in Köln.
In Reaktion auf die Usurpation des Silvanus ernannte Constantius seinen Cousin Julian am 6. November 355 zum Caesar und entsandte ihn zur Aufrechterhaltung der kaiserlichen Präsenz nach Gallien.
Über die Usurpation des Silvanus berichtet ausführlich Ammianus Marcellinus, der als Zeitzeuge und Begleiter des Ursicinus einen Teil der Ereignisse in Köln erlebte. Eine kurze Lebensbeschreibung findet sich z. B. auch bei Aurelius Victor.